# Albertville (Minnesota)
Albertville város az USA Minnesota államában. Lakosainak száma 7896 fő (2020. április 1.).

## Népesség
A település népességének változása:

| 2010 | 7 044 |
| 2020 | 7 896 |